# Haas VF-20
A Haas VF-20 egy Formula–1-es versenyautó, melyet a Haas készített és versenyeztetett a 2020-as Formula–1 világbajnokságban. Pilótái Romain Grosjean és Kevin Magnussen voltak (ebben az évben mindketten utoljára), illetve két verseny erejéig a Grosjeant hatalmas balesete után helyettesítő Pietro Fittipaldi.
Haas VF-21 néven ennek a kasztninak a kismértékben átdolgozott változatát versenyeztette a csapat.

## Áttekintés
Eredetileg az ausztrál futamon vetették volna be először, de a koronavírus-járvány miatt a szezon csak Ausztriában indulhatott el. A cél az volt, hogy az előző évi kudarcos teljesítményt megugorva visszatérjenek a korábbi, erős középcsapat státuszba. Az autó tervezésekor számos elemet átvettek a Ferrari SF90-es, előző évi autóról, többek között a váltót, továbbá a Ferrari szállította a motorokat is.
2020-ban azonban a Ferrari kiábrándítóan gyenge volt, elsősorban a motorjának teljesítménye volt gyatra, és ez partnercsapatára is kihatással volt. A Haas esetében további gondot jelentett, hogy régi problémájuk, a fékek elfüstölése sem oldódott meg - a szezonnyitó versenyen ezért estek ki mindketten. További rejtélyes hibák bukkantak fel, amikor a spanyol futamon több mint 2 másodperccel voltak lassabbak, mint a szabadedzéseken. A tapadás hiánya és a gyenge motor miatt a Haas ebben az évben csak szenvedett, a pontszerzés is csodaszámba ment.
A bahreini nagydíjon Grosjean horrorisztikus balesetet szenvedett el: a verseny első körében Daniil Kvjattal csatázott, a 3-as kanyar utáni egyenesben a két autó összeért, a Haas pedig 220 km/h-s sebességgel beleszáguldott a pálya melletti korlátba, körülbelül 53g-s erővel. A becsapódáskor az autó kettészakadt és lángba borult, Grosjean mégis képes volt alig fél perc leforgása alatt kiszabadulni, és csodával határos módon kisebb, főként égési sérülésekkel úszta meg a balesetet. Életét több tényező együttállása mellett főként a versenyző feje feletti glória mentette meg: ha ez nincs, Grosjeant jó eséllyel lefejezte volna a korlát. Sérülései miatt az idény, és ezzel a Forma-1-es karrier is befejeződött számára, ezért a szuperlicensszel rendelkező tesztpilóta, Pietro Fittipaldi ugrott be helyette.

## Eredmények
| Év   | Csapat       | Motor       | Abroncs | Versenyzők        | Nagydíjak | Nagydíjak | Nagydíjak | Nagydíjak | Nagydíjak | Nagydíjak | Nagydíjak | Nagydíjak | Nagydíjak | Nagydíjak | Nagydíjak | Nagydíjak | Nagydíjak | Nagydíjak | Nagydíjak | Nagydíjak | Nagydíjak | Pont | Helyezés |
| Év   | Csapat       | Motor       | Abroncs | Versenyzők        | AUT       | STY       | HUN       | GBR       | 70        | ESP       | BEL       | ITA       | TUS       | RUS       | EIF       | POR       | EMI       | TUR       | BHR       | SAK       | UAE       | Pont | Helyezés |
| ---- | ------------ | ----------- | ------- | ----------------- | --------- | --------- | --------- | --------- | --------- | --------- | --------- | --------- | --------- | --------- | --------- | --------- | --------- | --------- | --------- | --------- | --------- | ---- | -------- |
| 2020 | Haas F1 Team | Ferrari 065 | P       | Romain Grosjean   | KI        | 13        | 16        | 16        | 16        | 19        | 15        | 12        | 12        | 17        | 9         | 17        | 14        | KI        | KI        | NI        | NI        | 3    | 9.       |
| 2020 | Haas F1 Team | Ferrari 065 | P       | Kevin Magnussen   | KI        | 12        | 10        | KI        | KI        | 15        | 17        | KI        | KI        | 12        | 13        | 16        | KI        | 17 †      | 17        | 15        | 18        | 3    | 9.       |
| 2020 | Haas F1 Team | Ferrari 065 | P       | Pietro Fittipaldi |           |           |           |           |           |           |           |           |           |           |           |           |           |           |           | 17        | 19        | 3    | 9.       |

- † – Nem fejezte be a futamot, de rangsorolva lett, mert teljesítette a versenytáv 90%-át.

## Fordítás
- Ez a szócikk részben vagy egészben  a   Haas VF-20 című angol Wikipédia-szócikk ezen változatának fordításán alapul.  Az eredeti cikk szerkesztőit annak laptörténete sorolja fel. Ez a jelzés csupán a megfogalmazás eredetét és a szerzői jogokat jelzi, nem szolgál a cikkben szereplő információk forrásmegjelöléseként.